# St. Franziskus (Elsten)

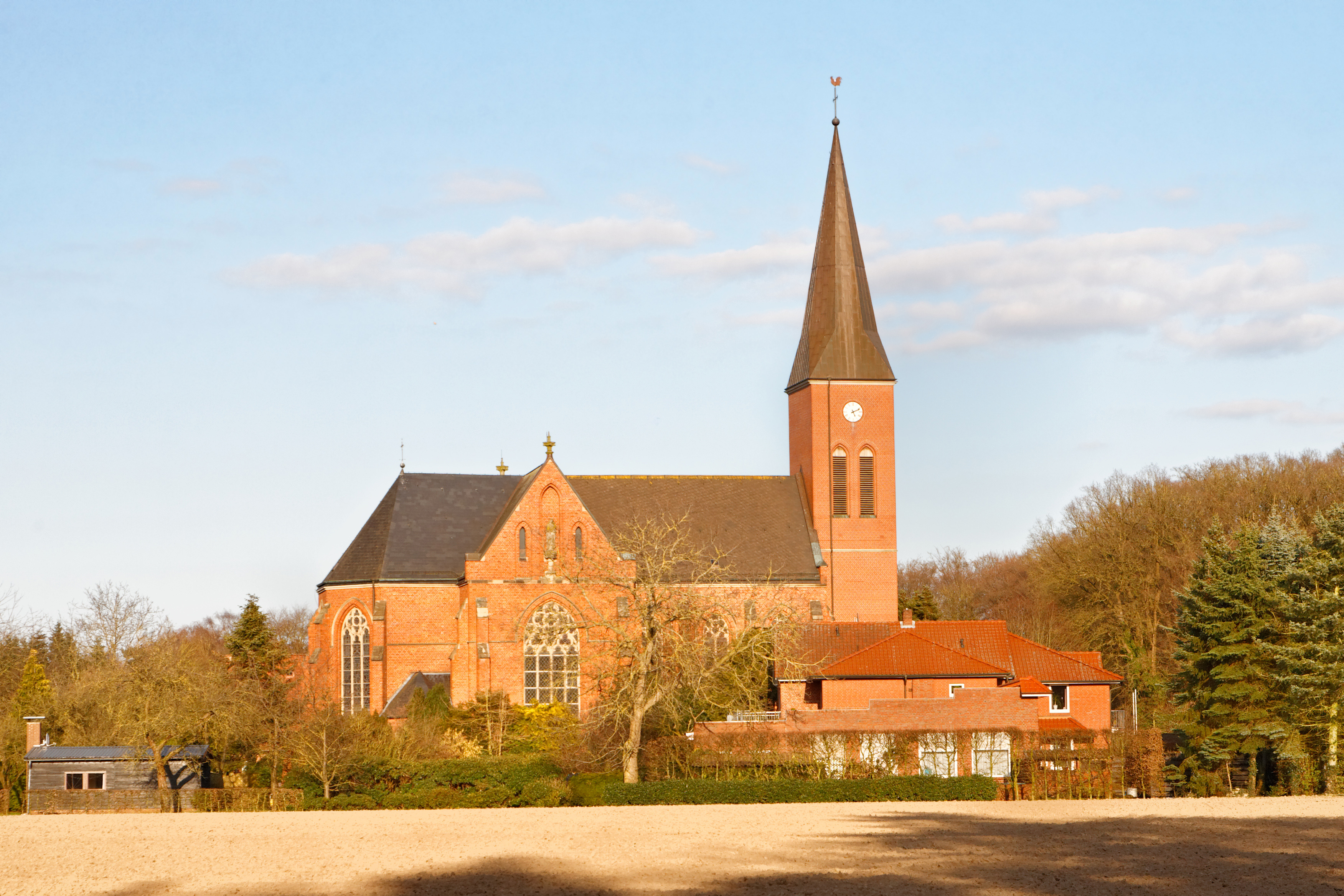
St. Franziskus Elsten

St. Franziskus ist die römisch-katholische Pfarrkirche von Elsten, einem Ortsteil von Cappeln im Oldenburger Münsterland in Niedersachsen. Seit 2009 ist sie Teil der neuen Kirchengemeinde St. Peter und Paul in Cappeln.

## Geschichte
Seit dem Mittelalter hatte in Elsten in der Nähe des Meyerhofs eine kleine, aus Fachwerk erbaute Kapelle bestanden, die im Dreißigjährigen Krieg zerstört wurde. Nach Verhandlungen mit den Pfarren St. Andreas in Krapendorf und St. Peter und Paul in Cappeln erhielten die beiden benachbarten Orte Elsten und Warnstedt die Erlaubnis, eine gemeinsame Kapellengemeinde zu bilden, so dass 1889 zwischen beiden Orten eine Kapelle errichtet wurde. Zwischen 1907 und 1910 wurde in zwei Bauetappen nach Plänen von Hilger Hertel dem Jüngeren errichtet und am 1. September 1926 unter dem Patrozinium des St. Franziskus von Assisi zur Pfarrkirche erhoben. 1991–1992 erhielt die Kirche ihren heutigen Westturm.

## Architektur
Der heutige neugotische Kirchenbau ist eine in Backstein errichtete kreuzförmige Saalkirche mit polygonaler Apsis und Westturm. Der Kirchenraum ist kreuzrippengewölbt, die Vierung ist durch ein Sterngewölbe hervorgehoben. Die mit drei- bzw. zweibahniges Maßwerk ausgestatteten Fenster enthalten figürliche Farbverglasungen der Glasmalereiwerkstatt Wilhelm Derix in Goch  von 1908.

## Orgel
Die Kirche erhielt 1969 eine Schleifladenorgel aus der Werkstatt des Orgelbauers Alfred Führer in Wilhelmshaven mit folgender Disposition:
| I Rückpositiv C–g3 |            |       |
| 1.                 | Gedackt    | 8′    |
| 2.                 | Prinzipal  | 4′    |
| 3.                 | Blockflöte | 4′    |
| 4.                 | Waldflöte  | 2′    |
| 5.                 | Quinte     | 1 ⁄3′ |
| 6.                 | Kornett IV |       |
| 7.                 | Zimbel III | 1 ⁄3′ |
|                    | Tremulant  |       |

| II Hauptwerk C–g3 |           |       |
| 08.               | Prinzipal | 8′    |
| 09.               | Rohrflöte | 8′    |
| 10.               | Oktave    | 4′    |
| 11.               | Gedackt   | 4′    |
| 12.               | Gemshorn  | 2′    |
| 13.               | Mixtur IV | 1 ⁄3′ |

| Pedal C–f1 |           |     |
| 14.        | Subbaß    | 16′ |
| 15.        | Oktavbaß  | 08′ |
| 16.        | Choralbaß | 04′ |

- Koppeln: II/I; I/P; II/P